# Gabrovčec
Gabrovčec je naselje v Občini Ivančna Gorica.